# Stàraia Iàblonka
Stàraia Iàblonka (en rus: Старая Яблонка) és un poble de l'óblast de Saràtov, a Rússia, segons el cens del 2010 tenia 123 habitants. Pertany al districte municipal de Khvalinsk.